# Sendai (stacja kolejowa)
Sendai (jap: 仙台駅, Sendai eki) – główna stacja kolejowa w Sendai, w prefekturze Miyagi, w Japonii. Jest największą stacją kolejową w regionie Tōhoku. Jest to przystanek dla wszystkich pociągów Akita i Tōhoku Shinkansen, wschodniego zakończenia dla linii Senzan, a najważniejszym przystankiem zarówno na Głównej linii Tōhoku oraz Senseki. Znajduje się na granicy dzielnic Miyagino i Aoba w Sendai.